# Dhaka Abahani
Dhaka Abahani jest klubem piłkarskim z Bangladeszu. Swoją siedzibę ma w stolicy kraju, Dhace. Gra na stadionie Bangabandhu National Stadium. Obecnie występuje w I lidze.
W 2000 zespół zdobył Mistrzostwo Bangladeszu pokonując w finale klub Dhaka Mohammedan. Drużyna jeszcze 3-krotnie zdobywała mistrzostwo kraju, dzięki czemu jest najbardziej utytułowanym klubem Bangladeszu.

## Sukcesy
- Mistrzostwo Bangladeszu (6 razy): 2000, 2007, 2008/2009, 2009/2010, 2016, 2017/2018
- Wicemistrzostwo Bangladeszu (2 razy): 2001/2002, 2005/2006